# Omorashi
Omorashi (おもらし / オモラシ / お漏らし), às vezes abreviado como omo, é uma subcultura fetichista originada no Japão, na qual os participantes experimentam a excitação sexual ao ter a bexiga cheia ou ao urinar nas calças, ou de ver outra pessoa com bexiga cheia ou umedecendo-se com a própria urina após perder o controle da bexiga. O desespero ao segurar a bexiga ou o alívio e constrangimento ao perder o controle da bexiga são os principais sentimentos que causam excitação aos adeptos do omorashi.
Fora do Japão, essa prática às vezes é chamada pelo termo em inglês bladder desperation (que em português significa "desespero da bexiga"), embora boa parte das comunidades fetichistas no ocidente também tenham adotado a terminologia da língua japonesa. 

## Omorashi no BDSM
O omorashi também pode ser praticado no BDSM, onde a pessoa dominante controla como e quando o submisso tem a permissão de utilizar o banheiro. Nessa prática, o submisso é forçado a segurar a urina por longos períodos de tempos, às vezes a ponto de acabar urinando acidentalmente nas calças. No BDSM, o omorashi é praticado como uma forma de humilhação erótica ou como um símbolo de devoção do submisso à pessoa dominante.
Além de só poder urinar com a permissão da pessoa dominante, o omorashi também pode ser usado em diversos outros cenários de dominação. A pessoa dominante pode forçar o submisso a beber bastante água até ficar com vontade de urinar. A pessoa dominante pode controlar a privacidade do submisso ao assistí-lo utilizando o banheiro. Ela também pode proibir o submisso de utilizar o banheiro e comandar que ele urine em determinado local. Pode ser conciliado com práticas de bondage e qualquer sadomasoquismo, como o spanking. Entre várias outras formas de dominação.